# Copa Sul-Minas 2001
In 2001 werd de tweede editie van de Copa Sul-Minas gespeeld.  
De competitie werd gespeeld van 17 januari tot 21 maart. De clubs werden over drie groepen verdeeld, de groepswinnaars en beste tweede gingen naar de halve finale. Cruzeiro werd kampioen. 

## Eerste fase

### Groep A
| Plaats | Club            | Wed. | W | G | V | Saldo | Ptn. |
| ------ | --------------- | ---- | - | - | - | ----- | ---- |
| 1.     | Coritiba        | 6    | 4 | 1 | 1 | 12:9  | 13   |
| 2.     | Grêmio          | 6    | 4 | 0 | 2 | 14:12 | 12   |
| 3.     | Figueirense     | 6    | 1 | 2 | 3 | 12:14 | 5    |
| 4.     | América Mineiro | 6    | 1 | 1 | 4 | 10:13 | 4    |

|  | Geplaatst voor halve finale                  |
|  | Geplaatst voor halve finale als beste tweede |

### Groep B
| Plaats | Club                | Wed. | W | G | V | Saldo | Ptn. |
| ------ | ------------------- | ---- | - | - | - | ----- | ---- |
| 1.     | Atlético Mineiro    | 6    | 4 | 2 | 0 | 16:3  | 14   |
| 2.     | Atlético Paranaense | 6    | 3 | 3 | 0 | 13:8  | 12   |
| 3.     | Marcílio Dias       | 6    | 1 | 1 | 4 | 10:16 | 4    |
| 4.     | Caxias              | 6    | 1 | 0 | 5 | 4:19  | 3    |

|  | Geplaatst voor halve finale |

### Groep C
| Plaats | Club          | Wed. | W | G | V | Saldo | Ptn. |
| ------ | ------------- | ---- | - | - | - | ----- | ---- |
| 1.     | Cruzeiro      | 6    | 3 | 3 | 0 | 12:4  | 12   |
| 2.     | Internacional | 6    | 2 | 2 | 2 | 9:10  | 8    |
| 3.     | Joinville     | 6    | 2 | 1 | 3 | 9:15  | 7    |
| 4.     | Paraná        | 6    | 1 | 2 | 3 | 11:12 | 5    |

|  | Geplaatst voor halve finale |

## Knock-outfase
|  | Halve finale     | Halve finale | Halve finale |   |          | Finale | Finale | Finale |
|  |                  |              |              |   |          |        |        |        |
|  | Grêmio           | 2            | 0            |   |          |        |        |        |
|  | Coritiba         | 2            | 1            |   |          |        |        |        |
|  | Coritiba         | 2            | 1            |   | Coritiba | 0      | 0      |        |
|  |                  |              |              |   | Coritiba | 0      | 0      |        |
|  |                  | Cruzeiro     | 2            | 3 |          |        |        |        |
|  | Cruzeiro         | Cruzeiro     | 2            | 3 | 1        | 3      |        |        |
|  | Cruzeiro         |              |              |   | 1        | 3      |        |        |
|  | Atlético Mineiro | 1            | 1            |   |          |        |        |        |

### Kampioen
| Copa Sul-Minas de 2001       |
| Minas Gerais                 |
| ---------------------------- |
| CRUZEIRO Kampioen (1° titel) |